# Pinjug
Pinjug è una cittadina della Russia europea centro-settentrionale, situata nella oblast' di Kirov; appartiene amministrativamente al rajon Podosinovskij.
Sorge nell'estrema parte nordoccidentale della oblast', lungo la linea ferroviaria Kirov-Kotlas.